# Böjträ

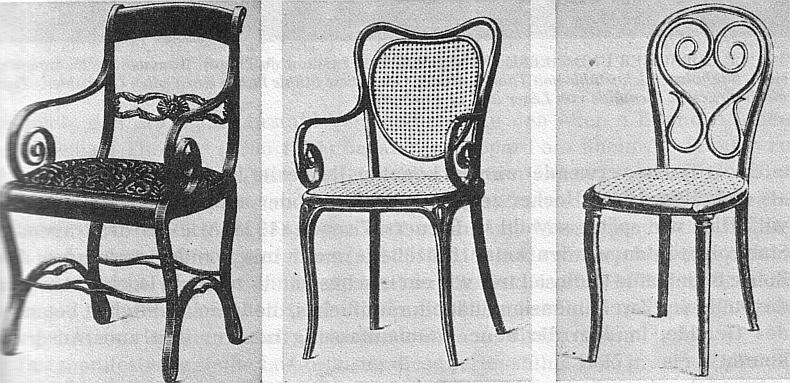
Michael Thonets stolar ca 1850

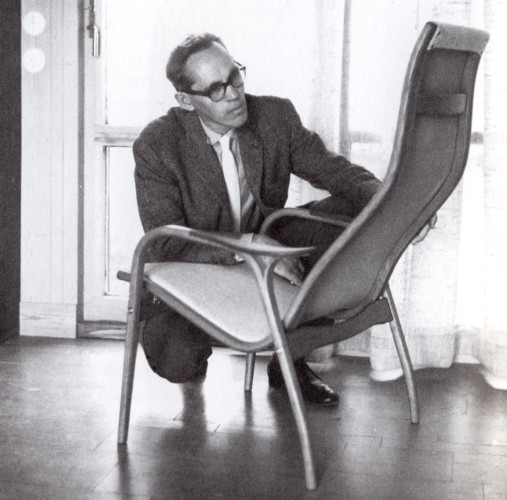
Yngve Ekströms Lamino 1956

Böjträ är olika trädetaljar av olika träslag. I Skandinavien har mest lönn, bok, alm eller ask använts till möbler och de anses som lätta att basa. Trädetaljer görs mjuka upp genom uppvärmning med ånga som därefter böjs. Metoden har använts sedan den grekiska antiken och har på 1830-talet vidareutvecklats av den tyske möbelkonstruktören Michael Thonet till sina berömda caféhusstolar.

## Tillverkningsmetod
Innan böjningsprocessen börjar måste träets lignin genom ånga, basning, göras mjukt. Efter basning spänns de nu varma trädetaljerna i en form i väntan på att träet kallnar. När träet har kallnat och torkat behåller trädetaljen sin form. Fördelen är att det uppstår mindre spill i jämförelse med figursågat material, att böjradier kan göras mycket snäva och att hög hållfasthet erhålls. 
Vid böjlimmat trä limmas tunna skikt av trä som böjs i en form eller jigg utan uppvärmning, efter limmets torkning eller härdning behåller träet sin form och kan bearbetas till en färdig produkt. Denna metod tillåter konstruktioner av sittmöbler med svikt.

## Användning
Böjträ har använts för tillverkningen av exempelvis stolar, gungstolar, soffor och pianopallar. På 1900-talets mitt kom formgivare som Alvar Aalto, G.A. Berg, Bruno Mathsson och Yngve Ekström att använda böjlimmat trä till sina möbler. Böjträ används även inom flygindustrin för framställning av spryglar till vingarna.